# Бушин, Владимир Сергеевич
Влади́мир Серге́евич Бу́шин (24 января 1924, Глухово, Богородский уезд, Московская губерния, РСФСР, СССР — 25 декабря 2019) — советский и российский писатель, поэт и публицист, фельетонист, журналист, литературный критик, общественный деятель. Член Союза писателей СССР.

## Путь писателя
Родился в семье бывшего офицера российской императорской армии и медсестры. Мать в молодости была работницей на ткацкой фабрике Арсения Морозова. Отец после окончания реального училища поступил в Алексеевское офицерское училище и окончил его в 1916 году.
Ранние годы детства Владимир Бушин провёл в доме деда — ветерана Русско-японской войны, председателя колхоза им. Марата в деревне Рыльское Тульской области на Непрядве, недалеко от Куликова поля.
Школу Владимир Бушин закончил в Москве в 1941 году, за несколько дней до начала Великой Отечественной войны.
Осенью 1942 года ушёл на фронт. В составе 103-й отдельной армейской роты ВНОС 50-й армии прошёл от Калуги до Кёнигсберга. На фронте, отметив 20-летие, в 1944 году начал вести дневник, отметив: «Когда Юлий Цезарь был на два года старше, чем я сейчас, то, вспомнив Александра Македонского, из молодых да раннего, воскликнул: „Двадцать два! И еще ничего не сделано для бессмертия!“… Говорят, в дневниках обычно врут. Конечно, врать самому себе порой гораздо более необходимо, чем другим. Да иногда и утешительно, даже отрадно. Но постараюсь не врать». На фронте Бушин вступил в коммунистическую партию.
На территории Маньчжурии в той же роте в составе 2-й армии 2-го Дальневосточного фронта принимал участие в войне с японцами. В 1946 году был демобилизован.
В 1951 году окончил Литературный институт имени А. М. Горького, куда поступал как поэт. Во время учёбы являлся секретарём комитета ВЛКСМ института. Затем экстерном окончил Московский юридический институт.

## Литературная и общественная деятельность
Печататься начал ещё на фронте, публиковал свои стихи в армейской газете «Разгром врага». После окончания Литинститута работал в «Литературной газете», «Литературе и жизни» («Литературная Россия»), журналах «Молодая гвардия», «Дружба народов». Опубликовал несколько книг прозы, публицистики и поэзии: «Эоловы арфы» (повесть посвящена Марксу и Энгельсу, рассказы о которых Бушин начал писать еще c 1959 года), «Колокола громкого боя», «Клеветники России», «Победители и лжецы», «В прекрасном и яростном мире» и другие.

### Политическая деятельность в 1960-х и 1970-х годах
4 января 1966 года Бушин, находясь в прямом эфире телепередачи «Литературный вторник» (Ленинградская студия телевидения), выступил против переименования дореволюционных названий улиц и городов. Также он процитировал выдержки из писем своих читателей, которые предлагали городам Куйбышев, Горький, Калинин и Киров вернуть первоначальные названия.
В 1979 году выступил с острой критикой Государственного издательства художественной литературы за низкое качество подготовки юбилейного Полного собрания сочинений А. С. Пушкина. Его фельетон «Фахчисарайский бонтан» опубликовал 24 сентября 1976 года только «Московский комсомолец», толстые журналы в публикации отказали, опасаясь критиковать главное издательство страны. «Но все-таки я и тут нашел журнал, который напечатал статью — ростовский «Дон» (№ 1’77). Правда, статью сократили, дали ей беззубое заглавие «Досадные промахи серьезного издания», подвели едва ли не под развлекательный жанр «Заметки на полях»… Ну да и за это в мире трусов и перестраховщиков спасибо. А Гослит ни на фельетон, ни на статью и ухом не повел», — отмечал Бушин.
Будучи коммунистом с военного времени, Бушин весьма критически относился и к партийной бюрократии, и к партийным бонзам. На 7 мая 1979 года пришлись похороны критика Дмитрия Старикова и партийное собрание писателей, на котором выступил первый секретарь Московского горкома партии В. В. Гришин. «В похоронах было больше жизни, чем в его речи», — саркастически написал Владимир Сергеевич в дневнике. В том же мае 1979 года он направил письмо в ЦК КПСС по поводу его постановления «О дальнейшем улучшении идеологической работы»: "Утверждаю, что никакого улучшения нет. Одна болтовня, общие тупые фразы, угодничество! Чего стоит статья Наровчатова по поводу присуждения пятикратному Герою Советского Союза Брежневу еще и Ленинской премии по литературе за «Малую землю». Пишет, например: «Для настоящего руководителя нет мелких дел. Все они, когда он обратит на них внимание, становятся большими». Вот как! Бросил взгляд — и мелкое дело стало большим! Глянул на копейку — и она стала червонцем. Волшебный взор настоящего руководителя. Кончаю так «В постановлении надо было говорить не о «дальнейшем улучшении», а о коренной перестройке идеологической работы. Никакого ответа, как и на письмо о «Малой земле», конечно не жду».
По поводу своего отношения к религии Бушин заявил: «Я сам — человек крещёный, но религиозные чувства меня не посетили.»

### Статья с запретом публицистики на 8 лет
После публикации критической и ироничной статьи «Кушайте, друзья мои» о романе Булата Окуджавы «Путешествие дилетантов» («Москва», 1979, № 7) Окуджава утверждал, что с ним сводит счёты целая бригада ненавистников, которым Бушин позволил использовать своё имя. На Бушина ополчилась большая часть писательской братии, не гнушаясь даже сочинением доносов. По собственному утверждению Бушина, после выхода критической статьи о произведении Окуджавы его отказывались публиковать. Было множество и положительных отзывов. «Статью вашу, беспощадную и справедливую, буквально взахлеб читали в гагаринском Доме творчества грузинские и русские литераторы. Отклики самые разные, но ни одного — равнодушного… Статья блестящая по сарказму, по убедительности и чисто художественной форме, достойной лучших образцов русской критики», — написал Бушину Юрий Помозов . По утверждению Бушина, в 1980-х годах несколько лет не печатали (если не считать трёх изданий романа о Марксе и Энгельсе «Эоловы арфы» в 1982, 1983 и 1986 годах). Прочитав спустя годы статью Бушина о пресловутом романе, Александр Зиновьев написал ему: «Вот в таком духе написать бы целую книгу о писателях, раздутых на Западе и навязанных России в качестве „гениев“! Я имею в виду Солженицына, Аксёнова, Войновича и многих других. В конце концов должен же кто-то сказать, что все эти короли на самом деле голые… С огромным наслаждением прочитал ваши последние работы. Думаю, Ваша критика Солженицына особенно важна» (20 августа, 30 ноября 1990 г. и 17 декабря 1991 г., Мюнхен).
«Характерно, что один из важнейших эпизодов романа — бегство героев — начинается фразой: «Мы были у Гостиного двора в двенадцать часов пополудни». Судя по всему, автор хотел сказать «в двенадцать часов дня», «в полдень», но перо, привычное к ночным сценам, само невольно перенесло действие в полночь: ведь хотя так никто и не говорит — «двенадцать часов пополудни», но по прямому грамматическому смыслу эти слова могут означать только одно — полночь, — иронизировал в статье Бушин. — Некий «батюшка Никитский» над покойником читал акафист»? Ведь, во-первых, акафист не читают, а поют; во-вторых, акафист — это не заупокойная служба по усопшему, это торжественно-хвалебная служба в честь Христа, Богоматери, святых угодников; в-третьих, над покойниками не акафисты поют, а псалтырь читают. Немыслимо представить, чтобы исторический романист, знаток русской старины путал поминки с панихидой, а псалтырь с акафистом».
«У нас нет другого писателя, который был бы так популярен при такой малограмотности», — заключил об Окуджаве Владимир Сергеевич. «Я с фактами в руках показал, что популярный поэт не в ладу с русским языком (например, путает слова «навзничь» и «ничком»), оплошен в истории (путал зуавов с зулусами) и плохо знает старый русский быт (утверждал, что русские люди любили заниматься любовью, положив под матрац взведённый пистолет), уверял, что перлюстрация писем процветала исключительно в России, хотя хорошо известно, что за границей перлюстрировали письма не только Энгельса к Марксу, но даже Екатерины Великой к Вольтеру, и т. д.».
Эта статья означала для Бушина запрет на публикации публицистики на 8 лет, до 1986 года, хотя никто из защитников Окуджавы так и не опроверг тезисов Бушина.

### Деятельность во время перестройки и после распада СССР
С 1987 года Бушин публиковался в газетах «День», «Завтра», «Советская Россия», «Правда», «Патриот», «Молния», «Дуэль», «Своими именами» и других изданиях.
В конце 1989 года выступил в печати («Кубань» 1989, № 10, 1991, № 5 и 9, «Слово», 1989, № 10) с утверждением, что «гнусный стишок „Прощай, немытая Россия… Быть может, за хребтом Кавказа укроюсь…“» М. Ю. Лермонтову не принадлежит, так как первое упоминание о ней встречается в 1873 году. Российские и зарубежные лермонтоведы решительно опровергают данное утверждение.
В 1990 году подписал «Письмо семидесяти четырёх». В документе поднимались такие острые вопросы советского общества как русофобия, дестабилизация обстановки в стране различными силами, а также реабилитация идеологии сионизма.
В своих публикациях отстаивал идеалы Советского Союза, положительный образ И. В. Сталина. Подверг ревизии положительный образ Солженицына и его новояз в ряде статей и книге «Неизвестный Солженицын» (в другом издании книга имеет заглавие «Александр Солженицын. Гений первого плевка»).
Как фельетонист выступал с критикой ряда российских политиков, общественных деятелей, писателей, журналистов, телеведущих. В частности, критике подвергнута деятельность: Никиты Михалкова, Александра Яковлева, Егора Гайдара, Евгения Евтушенко, Фёдора Бурлацкого, Анатолия Собчака, Григория Явлинского, Бориса Ельцина, Владимира Путина, Дмитрия Медведева, Даниила Гранина, Владимира Солоухина, Льва Разгона, Александра Солженицына, Станислава Говорухина, Владимира Шумейко, Эдварда Радзинского, Валерии Новодворской, Геннадия Бурбулиса, Николая Сванидзе, Леонида Млечина.
В 2008—2009 году в газете «Правда» вышел ряд статей, посвящённых телепроекту «Имя Россия» и его участникам, а в 2009 году в газете «Завтра» — цикл статей с критикой фильма «Ржев. Неизвестная битва Георгия Жукова».
В 2010 году Бушин невольно оказался участником скандала на телешоу «Суд времени» на тему «Советский человек», на которое он был приглашён в качестве свидетеля стороны Кургиняна. Оппонент Кургиняна Млечин, которого Бушин ранее неоднократно жёстко критиковал в своих публикациях и назвал беглым коммунистом из «Нового времени», отказался задавать вопросы свидетелю Бушину, заявив: «К сожалению, свидетель Бушин известен своими отвратительными высказываниями в отношении очень уважаемых людей, начиная с поэта-фронтовика Булата Окуджавы. Я не опущусь до разговора с ним, у меня вопросов к свидетелю Бушину нет и быть не может». Выступление Бушина на программе в эфирную версию не включили.
В августе 2013 года стал сопредседателем Организационного комитета по подготовке и проведению памятных мероприятий, посвящённых 20-летию расстрела Съезда народных депутатов России и Верховного Совета РФ.
Владимир Сергеевич Бушин скончался 25 декабря 2019 года. Урна с прахом захоронена в колумбарии на Ваганьковском кладбище.
«Бушин оказался представителем той небольшой части советской интеллигенции, которая не сдала свои идеалы и свою страну в перестройку. В постсоветское время Владимир Сергеевич не сдался, не пошел по пути „красного“ вписывания в антисоветскую систему, Бушин продолжил борьбу против десоветизации как журналист, как литературный критик и как писатель», — отмечалось в прощальном слове ИА Регнум о Владимире Сергеевиче.

## Отзывы
В книге «Гении и прохиндеи» Бушин приводит подборку выдержек из отзывов отечественной интеллигенции о его творчестве, с эпитетами от «политического бандитизма», «окололитературного склочника», «пасквилянта» до иска в суд от первого секретаря СП СССР Владимира Карпова. Эти отзывы много говорят о самом авторе и о тех, кто их писал.
Александр Рекемчук, писатель, сценарист:

 «Володя Бушин. Тонколицый, бледный, в очках. Сам о себе позднее напишет: „…я — очкарик с сердечной недостаточностью“. Этот очкарик прошёл всю войну — от Калуги до Кёнигсберга, а потом ещё Маньчжурия. Сочиняет стихи, прозу, критические заметки. Мало того: после лекций в Литературном институте ещё бежит в консерваторию, где берёт уроки пения. Окончил экстерном юридический… Вот как жаден человек к учёбе, как изголодался по творческому самовыражению! Впоследствии он станет известен главным образом как острый и задиристый публицист, бросавший вызов и Солженицыну, и Евтушенко, и тем, ещё безвестным, что сидят вместе с нами в этом закутке за сценой — Солоухину, Бакланову, Сарнову…»
Станислав Куняев, главный редактор «Нашего современника»:
Всегда, когда читаю статьи Владимира Бушина, я хохочу, негодую, печалюсь и вообще считаю его блестящим публицистом. «Литературная Россия», 14 мая 1993 г.
Александр Казённов, доктор философских наук, профессор:
Владимир Сергеевич Бушин — это выдающийся советский публицист, идейная глыба, сравнимая с самыми лучшими, самыми выдающимися публицистами XIX и XX веков. У него за несколько лет творчества сложилась целая галерея типичных образов «прорабов» и трубадуров «перестройки» и «реформ», как правило, чрезвычайно отрицательных. Поэтому у будущих граждан России будет возможность хорошо представить себе по этим образам наше время, его проблемы, его споры и лица. 
Сергей Михалков, писатель, председатель Союза писателей РСФСР:
Попал Бушину на суд —
Адвокаты не спасут!
Александр Проханов, писатель, общественный деятель:

Бушин был великолепным публицистом, непобедимым фехтовальщиком. От его рапиры отскакивали неловкие и дурные дуэлянты. Он был удивительным писателем с безупречным вкусом той великолепной литературной школы, к которой принадлежали Шолохов и Твардовский. Он был государственным мыслителем, проникающим в суть явлений. И если власть преподносила нам эти явления как наливное яблоко, Бушин всегда мог разглядеть скрывшегося там червя. Бушин — это человек-эталон.

Писатель и политик Сергей Шаргунов отзывался о Бушине: «Читать его интересно, прямо не оторвёшься. <…> Он исключительно эрудирован: поражает способностью легко оперировать фактами, именами, биографиями».

## Цитаты
- В Великой Отечественной войне победили в своей совокупности не только советский строй, советская экономика, советское оружие, советский солдат, но и «дети сапожников» — «детей генералов». У них армиями и фронтами командовали: Фёдор фон Бок, Эрих фон Манштейн, Вильгельм фон Лееб, Вальтер фон Рейхенау... Сплошь «фоны» — князья, графы, бароны, а многие и потомственные военные. А у нас? Верховный главнокомандующий — сын сапожника, его заместитель Жуков — сын скорняка и сам скорняк, начальник Генерального штаба Василевский — сын сельского священника и т. д. Самым большим аристократом был маршал Рокоссовский — сын паровозного машиниста.

## Награды
- Орден Отечественной войны II степени (06.04.1985)
- медаль «За отвагу» (23.06.1945)
- медаль «За боевые заслуги» (17.09.1945)
- медаль «За взятие Кенигсберга»
- медаль «За победу над Германией»
- медаль «За победу над Японией»

## Книги
- Владимир Бушин. Спор о герое. — М.: Знание, 1962. — 32 с., 47 600 экз.
- Владимир Бушин. Пусть звезды станут ближе. — М.: Знание, 1963. — 48 с., 65 000 экз.
- Владимир Бушин. Ничего, кроме всей жизни. — М.: Молодая гвардия, 1971. — 304 с. 100 000 экз.
- Владимир Бушин. Ничего, кроме всей жизни. — М.: Молодая гвардия, 1975. — 334 с. — 100 000 экз.
- Владимир Бушин. Его назовут генералом. Страницы жизни Фридриха Энгельса. — М.: Воениздат, 1978. — 334 с. — 100 000 экз.
- Владимир Бушин. Эоловы арфы. — М.: Современник, 1982. — 560 с. — 50 000 экз.
- Владимир Бушин. Эоловы арфы. — М.: Воениздат, 1983. — 528 с. — 100 000 экз.
- Владимир Бушин. Эоловы арфы. — М.: Молодая гвардия, 1986. — 559 с. — (Библиотека юношества). — 200 000 экз.
- Владимир Бушин. Я все ещё влюблен. — М.: Советская Россия, 1987. — 448 с. — 75 000 экз.
- Бушин В. С. Колокола громкого боя. — М.: Писательское акционерное общество, 1994. — 174 с. — ISBN 5-7252-0002-7.
- Владимир Бушин. В прекрасном и яростном мире. — М.: Палея, 1996. — 192 с.
- Владимир Бушин. Честь и бесчестие нации. — М.: Республика, 1999. — 480 с. — 4000 экз. — ISBN 5-250-02695-8.
- Владимир Бушин. Александр Солженицын. — М.: Алгоритм, 2003. — 368 с. — (Властители дум). — 3000 экз. — ISBN 5-699-04681-X.
- Владимир Бушин. Гении и прохиндеи. — М.: Алгоритм, 2003. — 464 с. — 3000 экз. — ISBN 5-9265-0074-5.
- Владимир Бушин. Честь и бесчестие нации. — М.: Эксмо, Алгоритм, 2003. — 544 с. — (История России. Современный взгляд). — 3000 экз. — ISBN 5-699-03935-X.
- Владимир Бушин. За Родину! За Сталина! — М.: Эксмо, 2003. — 512 с. — (История России. Современный взгляд). — 3100 экз. — ISBN 5-699-03289-4.
- Владимир Бушин. Гении и прохиндеи. — М.: Алгоритм, 2004. — 512 с. — (История России. Современный взгляд). — 3100 экз. — ISBN 5-9265-0125-3.
- Владимир Бушин. За Родину! За Сталина! — М.: Эксмо, 2004. — 592 с. — (Политический бестселлер). — 3000 экз. — ISBN 5-699-08272-7.
- Владимир Бушин. Сталина на вас нет… — М.: Алгоритм, 2004. — 352 с. — (Национальный интерес). — 3000 экз. — ISBN 5-9265-0152-0.
- Владимир Бушин. Президенты! Сталина на вас нет. — М.: Алгоритм, 2005. — 352 с. — (Народ против). — 4000 экз. — ISBN 5-9265-0175-X.
- Владимир Бушин. Измена. Знаем всех поименно! — М.: Алгоритм, 2005. — 336 с. — (Народ против). — 3000 экз. — ISBN 5-9265-0211-X.
- Владимир Бушин. [lib.aldebaran.ru/author/bushin_vladimir/bushin_vladimir_aleksandr_solzhenicyn_genii_pervogo_plevka/ Александр Солженицын. Гений первого плевка]. — М.: Алгоритм, 2005. — 448 с. — 4000 экз. — ISBN 5-9265-0169-5.
- Владимир Бушин. Измена. Знаем всех поименно! — М.: Алгоритм, Эксмо, 2006. — 336 с. — (Политический бестселлер). — 3000 экз. — ISBN 5-699-16277-1.
- Владимир Бушин. Неизвестный Солженицын. — М.: Алгоритм, 2006. — 448 с. — (Слова и дела Солженицына). — 5000 экз. — ISBN 5-9265-0228-4.
- Владимир Бушин. [lib.aldebaran.ru/author/bushin_vladimir/bushin_vladimir_ogon_po_svoim/ Огонь по своим]. — М.: Алгоритм, 2006. — 400 с. — (Старая гвардия). — 3000 экз. — ISBN 5-9265-0252-7.
- Владимир Бушин. Сталина на вас нет… — М.: Алгоритм, 2007. — 352 с. — (Старая гвардия). — 4000 экз. — ISBN 5-9265-0288-8.
- Владимир Бушин. Измена. Знаем всех поименно! — М.: Эксмо, Алгоритм, 2007. — 336 с. — (Старая гвардия). — 4000 экз. — ISBN 978-5-9265-0386-6.
- Владимир Бушин. Живые и мёртвые классики. — М.: Алгоритм, 2007. — 400 с. — (Старая гвардия). — 4000 экз. — ISBN 978-5-9265-0479-5.
- Владимир Бушин. Неизвестный Солженицын. — М.: Эксмо, Алгоритм, 2009. — 560 с. — (Политический бестселлер). — 4000 экз. — ISBN 978-5-699-36406-0.
- Владимир Бушин. Иуды и простаки. — М.: Алгоритм, 2009. — 272 с. — (Двести лет вместе). — 4000 экз. — ISBN 978-5-9265-0678-2.
- Владимир Бушин. [publ.lib.ru/ARCHIVES/B/BUSHIN_Vladimir_Sergeevich/ Дело: «Злобный навет на Великую Победу»]. — М.: Эксмо, Алгоритм, 2009. — 272 с. — (Суд истории). — 4000 экз. — ISBN 978-5-699-33757-6.
- Владимир Бушин. Иуды и простаки. — М.: Эксмо, Алгоритм, 2010. — 272 с. — (Политический бестселлер). — 4000 экз. — ISBN 978-5-699-38787-8.
- Владимир Бушин. Злобный навет на великую Победу. — М.: Эксмо, Алгоритм, 2010. — 272 с. — (Политический бестселлер). — 5000 экз. — ISBN 978-5-699-38735-9.
- Владимир Бушин. Неизвестный Солженицын. — М.: Эксмо, Алгоритм, 2010. — 560 с. — (Гении и злодеи). — 4000 экз. — ISBN 978-5-699-40636-4.
- Владимир Бушин. За Родину! За Сталина! — М.: Эксмо, Алгоритм, 2010. — 432 с. — 5000 экз. — ISBN 978-5-699-40634-0.
- Владимир Бушин. В прекрасном и яростном мире… — М.: Алгоритм, 2010. — 304 с. — 1000 экз. — ISBN 978-5-9265-0669-0.
- Владимир Бушин. Пляски на сковороде. Путин, Медведев и все, все, все. — М.: Алгоритм, 2010. — 240 с. — (Проект «Путин»). — 4000 экз. — ISBN 978-5-9265-0730-7.
- Владимир Бушин. На службе Отечеству! — М.: Эксмо, Алгоритм, 2010. — 1008 с. — (Классика русской мысли). — 3000 экз. — ISBN 978-5-699-41147-4.
- Владимир Бушин. Россия. Сталин. Сталинград. Великая Победа и великое поражение. — М.: Эксмо, Алгоритм, 2011. — 304 с. — (Национальный бестселлер). — 3000 экз. — ISBN 978-5-699-51058-0.
- Владимир Бушин. Мне из Кремля пишут. — М.: Самотёка, Осознание, 2011. — 288 с. — 2000 экз. — ISBN 978-5-98967-042-0.

- Владимир Бушин. Это они, Господи… — М.: Осознание, 2011. — 480 с. — 2000 экз. — ISBN 978-5-98967-028-4.
- Владимир Бушин. Сбрендили! Пляски в Кремле продолжаются. — М.: Алгоритм, 2012. — 224 с. — (Власть в тротиловом эквиваленте). — 4000 экз. — ISBN 978-5-4438-0018-9.
- Владимир Бушин. И всё им неймётся! — М.: Самотёка, Осознание, 2012. — 320 с. — 2000 экз. — ISBN 978-5-98967-044-4.
- Владимир Бушин. Я посетил сей мир. Из дневников фронтовика. — М.: Алгоритм, 2012. — 320 с. — (Солдаты Победы). — 2000 экз. — ISBN 978-5-4320-0024-8.
- Владимир Бушин. Патриархи и президенты. Лампадным маслом по костру. — М.: Алгоритм, 2012. — 240 с. — 3000 экз. — ISBN 978-5-4438-0103-2.
- Владимир Бушин. Я посетил сей мир. Дневники, воспоминания, переписка разных лет. Книга 2. — М.: Алгоритм, 2012. — 304 с. — (Солдаты Победы). — 1500 экз. — ISBN 978-5-4438-0090-5.
- Владимир Бушин. Махинаторы. Кого ждёт Колыма. — М., Алгоритм, 2013. — ISBN 978-5-4438-0396-8
- Владимир Бушин. Патриархи и президенты. — М., Алгоритм, 2013. — 240 с. — 2 000 экз. — ISBN 978-5-4438-0277-0
- Владимир Бушин. Солженицын и евреи. — М.: Алгоритм, 2013. — 208 с. — 4 000 экз. — ISBN 978-5-4438-0601-3
- Владимир Бушин. Цирк Владимира Путина. — М.: Алгоритм, 2013. — 240 с. — ISBN 978-5-4438-0273-2
- Владимир Бушин. Я жил во времена Советов. Дневники. — М.: Алгоритм, 2014. — ISBN 978-5-4438-0624-2
- Владимир Бушин. Маршал Жуков. Против потока клеветы. — М.: Алгоритм., 2015. — 256 с. — 2 200 экз. — ISBN 978-5-906789-59-4
- Владимир Бушин. Карнавал Владимира Путина. — М.: Алгоритм, 2017. — 240 с. — 1500 экз. — ISBN 978-5-906947-57-4.
- Владимир Бушин. Пятый сезон Путина. Шоу продолжается…. — М.: Алгоритм, 2018. — 208 с. — 1500 экз. — ISBN 978-5-907028-25-8.
- Владимир Бушин. Спасатели и гробовщики Владимира Путина. — М.: Алгоритм, 2020. — 224 с. — 2000 экз. — ISBN 978-5-907120-82-2.